# Бервиньский, Феофил
Феофил Непомуцен Бервиньский (устар. «Бервинский Феофил», пол. Teofil Nepomucen Berwiński; 16 мая 1823, Польвица (ныне Великопольское воеводство, Польша) — 21 января 1865, Познань) — польский историк, педагог, общественный деятель.

## Биография
Брат Рышарда Бервиньского.
Окончил гимназию в Лешно, изучал филологию и историю в университете в Бреслау и Берлина, по окончании которого был учителем гимназии в Познани.
Занимался, главным образом, историей и педагогикой.
Автор нескольких исторических трудов. Оставил незаконченный учебник по древней истории. Был членом Познанского общества друзей наук и Литературно-славянского общества во Вроцлаве.
Похоронен на кладбище Заслуженных Великопольского воеводства в Познани.

## Избранные работы
- «О zjeźdie Maksymiljana z Zygmuntem I królem polskim» («Przyjaciel ludu»);
- «Einige Betrachtungen über die ältesten Zustände Lithauens und deren Umgestaltung im XIII u. XIV Jahrhundert» (1857);
- «Historja powscehna dla młodzieźy» (Дрезден, 1869).